# Guglielmo della Scala
Guglielmo della Scala (* kolem roku 1350 - duben 1404, Verona) byl nemanželský syn Cangranda II. della Scala z rodu Scaligerů, který vládl ve Veroně v letech 1260 až 1387.

## Život
Guglielmo se podílel na zavraždění svého otce v roce 1359, ztratil však moc ve prospěch svého strýce Cansignoria. V roce 1404 se on a jeho synové Bruno a Antonio II. pokusili chopit se moci ve Veroně proti Milánským.
17. dubna 1404 byl prohlášen za veronského vládce, ale v té době již vážně nemocný Guglielmo zemřel o jen několik dní později, 18., 21. nebo 28. dubna.
Z jeho manželství s neznámou ženou se narodilo šest synů a tři dcery:
- Bruno
- Antonio II.
- Bartolomeo († 21. března 1453)
- Fregnano († 4. prosince 1443 ve Vídni)
- Nikodém
- Paolo
- Oria
- Chiara
- Caterina